# Rapport chinois sur les droits de l'homme aux États-Unis
Le rapport chinois sur les droits de l'homme aux États-Unis (en anglais Human Rights Record of the United States) est un rapport annuel présenté par la Chine en réponse au rapport annuel Country Reports on Human Rights Practices publié depuis 1977 par les États-Unis.
La première édition de ce rapport date de 1998.
Le gouvernement chinois produit ce rapport pour signaler que le rapport américain sur l'état des droits de l'homme dans le monde n'inclut pas les États-Unis.
Le département d'État américain n'a pas pris position sur ce rapport et s'est contenté d'indiquer qu'il n'était qu'une juste mesure de réciprocité entre États souverains.